# Thyrgis angustifascia
Thyrgis angustifascia là một loài bướm đêm thuộc phân họ Arctiinae, họ Erebidae.